# Národní park Kootenay
Národní park Kootenay je národní park v jihovýchodní části Britské Kolumbie a součást lokality zvané Parky kanadských Skalnatých hor (UNESCO). Rozloha parku činí 1406 kilometrů čtverečních a jeho součástí je část kanadských Skalistých hor, pohoří Kooetnay a Park, část řeky Kootenay a řeka Vermilion. Nadmořská výška se zde pohybuje od 918 metrů až po 3424 metrů, což je nadmořská výška vrcholu hory Deltaform. Park byl vyhlášen v roce 1920 a je zpřístupněn po celý rok s hlavní turistickou sezónou v období od června do září.
Kontinentální rozvodí Ameriky je hranicí mezi parkem Kootenay a Banff, na severozápadě pak NP Kootenay sousedí s národním parkem Yoho. Sousedí s ním i provinční park Mount Assiniboine.

## Podnebí
Klima parku je kontinentální, tedy krátká chladná léta a dlouhé sněžné zimy, ale vzhledem k pohoří Kootenay na západě parku, které zachytává vlhkost, je obecně susší, než ostatní parky v okolí.

## Flóra a fauna

### Flóra

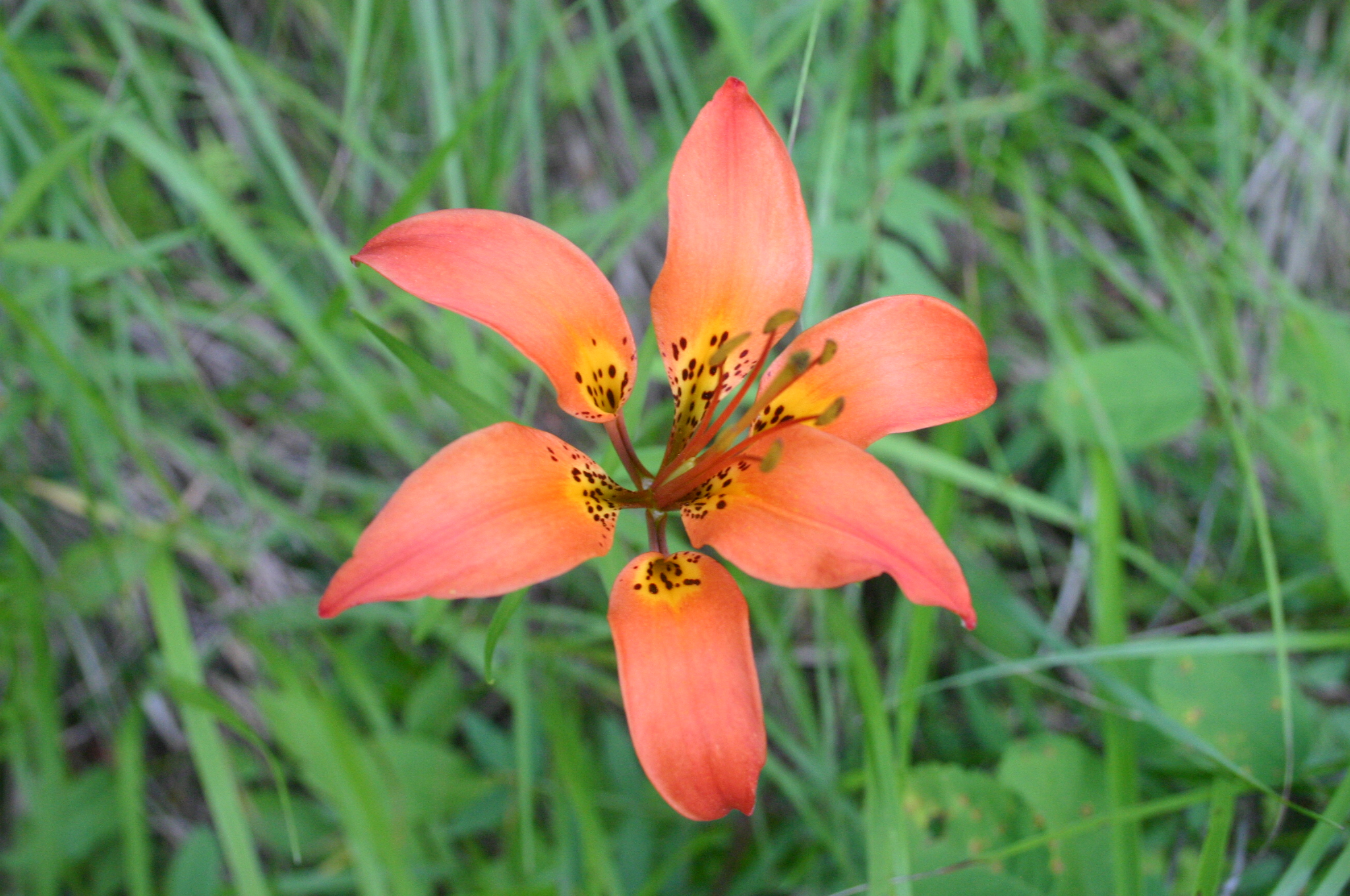
Lilium philadelphicum

V nižších nadmořských výškách NP Kootenay se nachází lesy tvořené převážně douglaskami tisolistými, borovicemi pokroucenými, modříny západními, topoly osikovitými atd. Mezi keře, které se zde vyskytují, patří medvědice lékařské, zimozele severní, dříny kanadské, olše zelené, přesličky luční či jalovce obecné a skalní. V subalpínských polohách převládají smrk Engelmannův, smrk sivý, jedle plstnatoplodá a modřín Lyallův a v nejvyšších nadmořských výškách parku se vyskytují vřesoviště, vrby polární, mechy a dryádky osmiplátečné. Sušší podnebí a lesní požáry vedou k rozšiřování douglasek tisolistých, borovic těžkých a jalovců skalních.

### Fauna

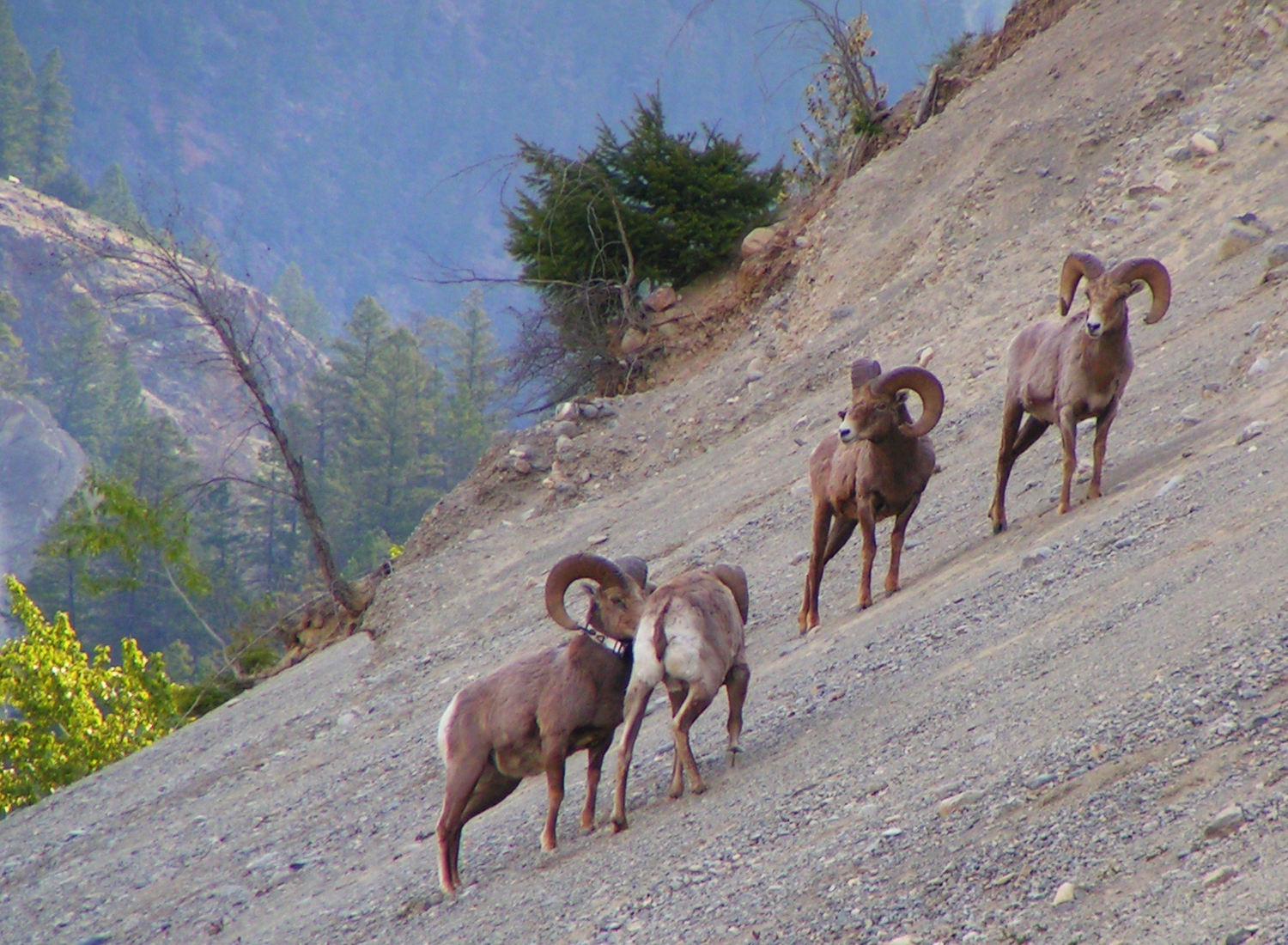
Ovce tlustorohá v národním parku Kootenay

Zjištěno bylo celkem 242 druhů savců, ptáků, obojživelníků a plazů. Největšími druhy jsou kopytníci, jako ovce tlustorohá, kamzík bělák, los, jelen, jelenec běloocasý, ale žijí zde i medvědi černí a medvědi grizzly. Mezi běžné masožravce patří kojoti a soboli američtí, v jižní oblasti parku pak žijí i rysi červení a pumy. Byli zde zjištěni také vlci, rysi, rosomáci, norci, jezevci, vydry, skunci a lasice hranostaj, lasice dlouhoocasé Lasice hranostaj, ale tyto druhy nejsou běžné. Nejběžnějšími druhy býložravých savců jsou zajíci měnivý, čikarí červení a veverky obecné. Většina druhů ptáků využívá park pouze jako letní stanoviště nebo jako součást své migrační trasy a ptáků zde žije pouze 32 druhů. Byly identifikovány také tři druhy plazů.